# Jag är med eder...
Jag är med eder är en svensk dramafilm från 1948 i regi av Gösta Stevens. Lindström har även en roll i filmen, tillsammans med bland andra Victor Sjöström och Carin Cederström.

## Om filmen
Filmen spelades in under juli och augusti 1947 i Filmstaden Råsunda samt i dåvarande Sydrhodesia. Fotograf var Åke Dahlqvist och klippare Oscar Rosander. Filmen premiärvisades den 5 januari 1948 på flertalet biografer runt om i Sverige.

## Handling
Helge Tellberg med familj reser till Afrika för att bli missionär i Rhodesia.

## Rollista
- Victor Sjöström – kyrkoherden
- Rune Lindström – Helge Tellberg
- Carin Cederström – Carin, Helges hustru
- Lars Lindström – Lasse, Helge och Carins son
- Nils Dahlgren – Henrik Ljung, missionär
- Carl Ström – biskop
- Åke Fridell – Carlsson, farmare
- Signe Lundberg-Settergren	– Maria
- Erik Forslund – äldre man
- Pedro Tapareza – Esau
- Lena Mbuisa – Estina
- Njini Sibanda	– hövding
- Zhou Mishake – Ngangan, medicinman
- Zaba Nyati – Zaba
- Wilbert Hove – George
- Siyapola Hove	– gubben
- Moqibelo Nare – Jonathan